# Novoivanivka, Krîvîi Rih
Novoivanivka (în ucraineană Новоіванівка) este un sat în orașul regional Krîvîi Rih din regiunea Dnipropetrovsk, Ucraina.

## Demografie
Componența lingvistică a localității Novoivanivka
     Ucraineană (90,72%)
     Rusă (6,81%)
     Alte limbi (0,29%)
Conform recensământului din 2001, majoritatea populației localității Novoivanivka era vorbitoare de ucraineană (90,72%), existând în minoritate și vorbitori de rusă (6,81%).